# Мртовець
Мртовець (словен. Mrtovec) — поселення в общині Севниця, Споднєпосавський регіон, Словенія. Висота над рівнем моря: 320,5 м.